# Polygonatum
Polygonatum es un género con 50 especies de plantas con flores pertenecientes a la familia Asparagaceae, anteriormente clasificado en la familia  Liliaceae. 

## Descripción
Hierbas rizomatosas perennes, simpodiales. Tallo erecto. Hojas alternas, opuestas o verticiladas, sésiles o poco pecioladas, ovadas-elípticas, lineares a linear-lanceoladas. Inflorescencia axilar, umbelada, en corimbo o racimo  o una flor solitaria; brácteas presentes o ausentes. Flores generalmente pendulares, rara vez erectas, bisexuales, hipóginas; pedicelos articulados en el ápice.  Fruto una baya globosa.

## Usos
Algunas especies de este género tienen propiedades medicinales y en particular  P. sibiricum, usada como tisana herbal en la Medicina tradicional china, también llamada Duong Gul Le en Corea.
Especies de Polygonatum son comestibles, cocinadas como los espárragos, como son las raíces después de un apropiado tratamiento - being a good source of starch.

## Taxonomía
El género fue descrito por Philip Miller  y publicado en The Gardeners Dictionary...Abridged...fourth edition vol. 3. 1754.

## Especies
- Polygonatum biflorum (Walter) Elliott
- Polygonatum cirrhifolium (Wall.) Royle
- Polygonatum cyrtonema Hua
- Polygonatum falcatum A.Gray
- Polygonatum hirtum (Bosc ex Poir.) Pursh
- Polygonatum ×hybridum Brügger (= Polygonatum multiflorum × Polygonatum odoratum)
- Polygonatum inflatum Kom.
- Polygonatum involucratum (Franch. & Sav.) Maxim.
- Polygonatum kingianum Collett & Hemsl.
- Polygonatum lasianthum Maxim.
- Polygonatum macropodum Turcz.
- Polygonatum multiflorum (L.) All.
- Polygonatum odoratum (Mill.) Druce
- Polygonatum orientale Desf.
- Polygonatum pubescens (Willd.) Pursh
- Polygonatum sibiricum F.Delaroche
- Polygonatum verticillatum (L.) All.